# Горячкіна Олександра Юріївна
Олександра Юріївна Горячкіна (нар. 28 вересня 1998, Орськ, Оренбурзька область, Росія) — російська шахістка, гросмейстер (2018). Віце-чемпіонка світу із шахів 2020 року. Дворазова чемпіонка Росії 2015 та 2017 років.
У складі збірної Росії переможниця командного чемпіонату світу 2019 року, командних чемпіонатів Європи 2015, 2017 та 2019 років.
Чемпіонка світу серед шахісток віком до 20 років (2013, 2014).
Її рейтинг станом на березень 2020 року — 2579 (4-те місце у світі, 1-ше — серед шахісток Росії).

## Кар'єра

### Ранні роки
Олександра Горячкіна є п'ятиразовою чемпіонкою світу та триразовою чемпіонкою Європи серед юніорок в різних вікових категоріях, зокрема:
- Чемпіонка світу до 10 років (2008)
- Чемпіонка світу до 14 років (2011)
- Чемпіонка світу до 18 років (2012)[1]
- Чемпіонка світу до 20 років (2013)[2]
- Чемпіонка світу до 20 років (2014)[3]
- Чемпіонка Європи до 12 років (2010)
- Чемпіонка Європи до 14 років (2011)
- Чемпіонка Європи до 18 років (2012)[4]

У 2011 році з результатом 7½ очок з 9 можливих (+6-0=3) стала переможницею турніру «Меморіал Л.Руденко».
У 2012 році у віці 13 років стала жіночим гросмейстером. Це другий показник серед жіночих гросмейстерів в історії після Хоу Іфань.

### 2014—2015

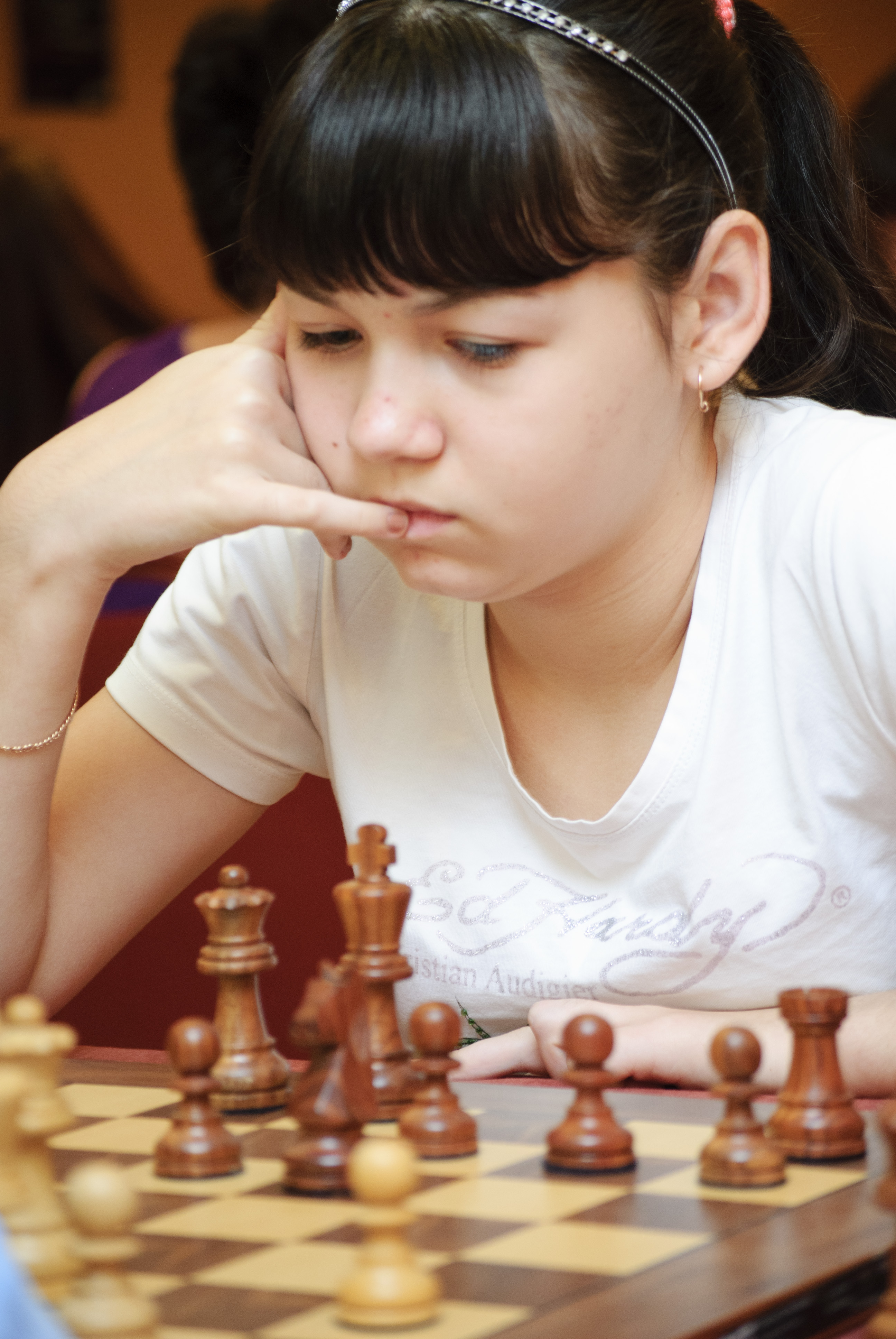
Горячкіна, 2012 рік

У грудні 2014 року Горячкіна стала бронзовою призеркою чемпіонату Росії, що проходив в Казані. Її результат — 5½ очок з 9 можливих (+4-2=3), турнірний перфоменс — 2533 очка.
У лютому 2015 року, набравши 7 очок з 9 можливих (+5-0=4), Олександра посіла 2 місце на етапі Кубка Росії «Moscow-Open 2015 B»..
У березні 2015 року з результатом 6½ очок з 11 можливих (+5-3=3) посіла 68 місце на чоловічому чемпіонаті Європи, що проходив у Єрусалимі. А на чемпіонаті світу серед жінок, що проходив у Сочі, Олександра поступилася у другому раунді українці Анні Музичук з рахунком ½ — 1½.
У квітні 2015 року Горячкіна у складі збірної Росії стала срібною призеркою командного чемпіонату світу, що проходив у китайському місті Ченду. Крім того, Олександра набравши 71,4 % від числа можливих очок показала другий результат серед шахісток, які виступали на четвертій шахівниці.
У травні 2015 року посіла 14 місце на індивідуальному чемпіонаті Європи, що проходив у грузинському місті Чакві. Результат Горячкіної на турнірі — 7 очок з 11 можливих (+5-2=4).
У серпні 2015 року Олександра у віці 16 років та 10 місяців стала переможницею чемпіонату Росії. Набравши 8 очок з 11 можливих (+6-1=4), вона випередила на 1 очко Олександру Костенюк та Анастасію Боднарук.
У вересні 2015 року взяла участь в чемпіонаті світу серед юніорів (до 20 років), де з результатом 6½ очок з 13 можливих (+4-4=5) посіла 34 місце серед 62 учасників.
У листопаді 2015 року в складі збірної Росії стала переможницею командного чемпіонату Європи, що проходив у Рейк'явіку. Крім того, набравши 7 очок з 8 можливих (турнірний перфоманс — 2668 очок), Олександра посіла 1 місце серед шахісток, які виступали на четвертій шахівниці, та загальне 2 місце серед усіх шахісток, поступившись лише чинній чемпіонці світу Марії Музичук, турнірний перфоманс якої склав 2772 очки..
У грудні, набравши 4½ очки з 9 можливих (+3-3=3), посіла 70 місце (7 — серед жінок) на опен-турнірі «Qatar Masters Open 2015».

### 2016—2018

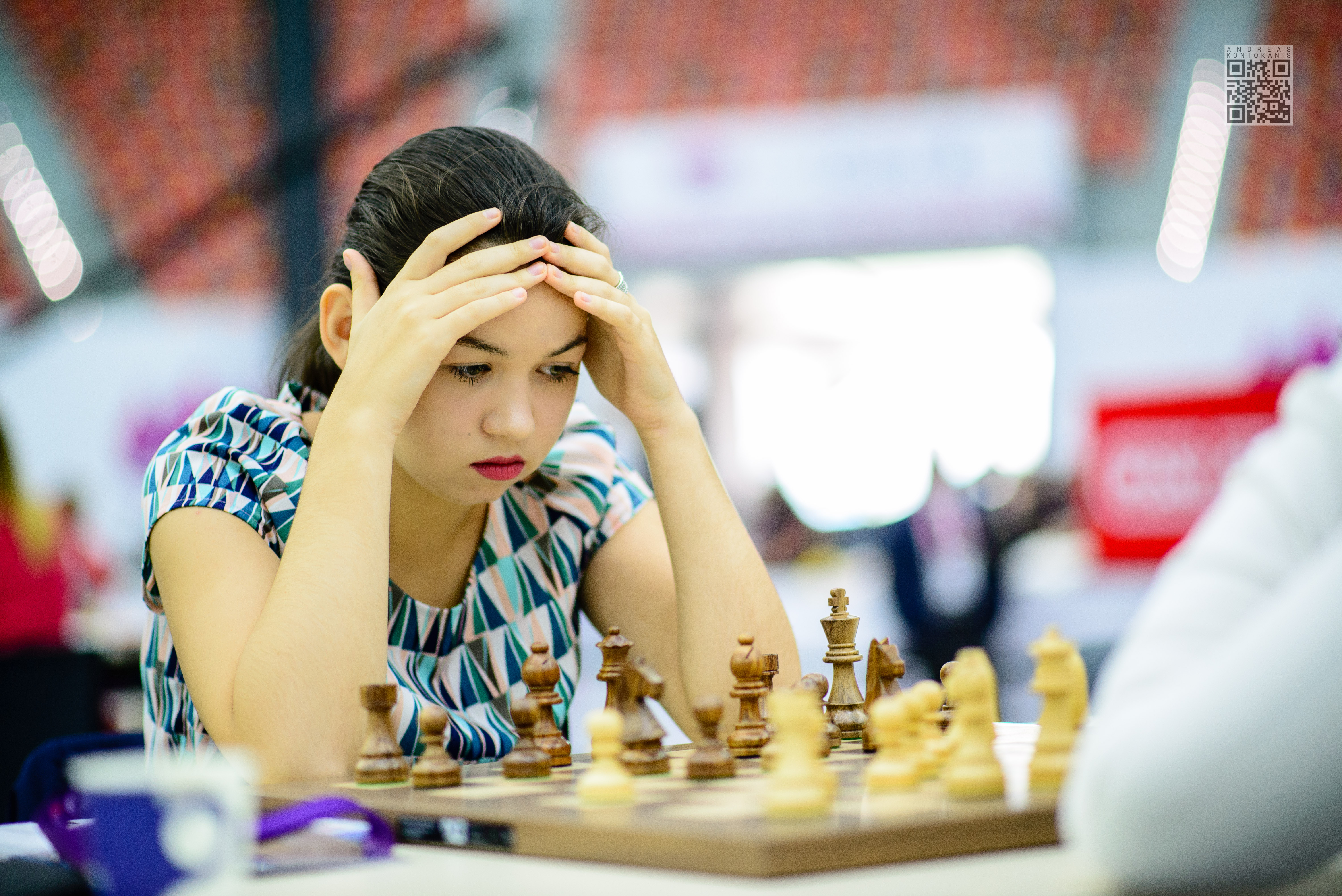
Олександра Горячкіна, 2016 рік

У червні 2017 року у складі збірної Росії стала переможницею командного чемпіонату світу, що проходив у Ханти-Мансійську. З результатом 4 очки з 6 можливих (+2-0=4), Олександра посіла 4-те місце серед шахісток, що грали на четвертій шахівниці
У квітні 2017 року з результатом 8 очок з 11 можливих (+5-0=6) Олександра посіла 2-ге місце на індивідуальному чемпіонаті Європи, що проходив у Ризі.
У листопаді 2017 року у складі збірної Росії стала переможницею командного чемпіонату Європи, показавши 8 результат на резервній шахівниці.
У грудні 2017 року Горячкіна стала переможницею Суперфіналу чемпіонату Росії, обігравши на тай-брейку Наталю Погоніну, та стала дворазовою чемпіонкою Росії серед жінок.
У лютому 2018 року на турнірі «Аерофлот опен» виконала третю норму міжнародного гросмейстера, а у липні 2018 року ФІДЕ офіційно надала Олександрі Горячкіній статус міжнародного гросмейстера.

### 2019
У березні 2019 року Олександра Горячкіна у складі збірної Росії посіла 2-ге місце на командному чемпіонаті світу, що проходив в Астані. Крім того, набравши 88,9 % можливих очок, росіянка посіла 1-ше місце серед шахісток, які виступали на четвертій шахівниці.
У червні 2019 року Горячкіна здобула перемогу у турнірі претенденток та отримала право зіграти у матчі на першість світу з чинною чемпіонкою Цзюй Веньцзюнь (Китай). Набравши — 9 очок з 14 можливих (+6-1=7), Олександра на 1½ очка випередила найближчу переслідувачку українку Анну Музичук.
У вересні 2019 року разом з Цзюй Веньцзюнь розділила 2-3 місця на 1-му етапі гран-прі ФІДЕ серед жінок 2019/2020, що проходив у Сколково. Набравши 7½ очок з 11 можливих (+4-0=7) росіянка на ½ очка відстала від переможниці турніру Гампі Конеру з Індії.
У жовтні-листопаді 2019 року у складі жіночої збірної Росії втретє стала переможницею командного чемпіонату Європи. Набравши 6 очок із 9 можливих (+3-0=6), Олександра показала п'ятий результат серед шахісток, які виступали на першій шахівниці.
У грудні 2019 року з результатом 7 очок з 11 можливих (+5-2=4), посіла 3 місце на 2-му етапі гран-прі ФІДЕ серед жінок 2019/2020, що проходив у Монако.
У січні 2020 року Горячкіна поступилася китаянці Цзюй Веньцзюнь у матчі за звання чемпіонки світу з рахунком 7½ — 8½ (рахунок класичних партій 6 — 6, тайбрейк у форматі швидких шахів 1½ — 2½).
У березні 2020 року росіянка посіла 2 місце на 3-му етапі гран-прі ФІДЕ серед жінок 2019/2020, що проходив у Лозанні. Її результат 7 очок з 11 можливих (+3-0=8).

## Зміни рейтингу
| На цьому місці має відображатися графік чи діаграма, однак з технічних причин його відображення наразі вимкнено. Будь ласка, не видаляйте код, який викликає це повідомлення. Розробники вже працюють для того, щоби відновити штатне функціонування цього графіка або діаграми. | |
| | На цьому місці має відображатися графік чи діаграма, однак з технічних причин його відображення наразі вимкнено. Будь ласка, не видаляйте код, який викликає це повідомлення. Розробники вже працюють для того, щоби відновити штатне функціонування цього графіка або діаграми. |